# Dante Rossi (cầu thủ bóng đá)
Dante Carlos Rossi (sinh ngày 12 tháng 7 năm 1987) là cầu thủ bóng đá chơi ở vị trí hậu vệ trung tâm cho câu lạc bộ Foligno, cho mượn từ Cattolica. Sinh ra ở Argentina, anh ta đại diện cho Đội tuyển bóng đá quốc gia San Marino.

## Sự nghiệp thi đấu quốc tế
Được sinh ra ở Argentina và là người gốc San Marino, Rossi ra mắt quốc tế San Marino vào ngày 5 tháng 9 năm 2020, trong trận gặp Gibraltar tại UEFA Nations League.

## Thống kê sự nghiệp

### Quốc tế
Tính đến 23 tháng 9 năm 2022
| San Marino | San Marino | San Marino |
| Năm        | Trận       | Bàn thắng  |
| ---------- | ---------- | ---------- |
| 2020       | 5          | 0          |
| 2021       | 10         | 0          |
| 2022       | 5          | 0          |
| Tổng cộng  | 20         | 0          |